# John Nieuwenburg
John Nieuwenburg (Den Haag, 24 december 1978) is een voormalig Nederlandse voetballer. Hij is momenteel fysiektrainer bij ADO Den Haag.

## Loopbaan als speler
Nieuwenburg begon zijn carrière bij Sparta Rotterdam, waar hij uitgroeide tot jeugdinternational. In 1999 haalde technisch directeur Danny Blind hem naar AFC Ajax, dat 3 miljoen euro voor hem betaalde. Blind volgde als voetballer een zelfde pad. Bij Ajax wist hij niet door te breken. Aanvankelijk speelde hij onder Jan Wouters nog regelmatig, maar na diens ontslag raakte ook Nieuwenburg op een zijspoor. In november 2000 werd hij verhuurd aan zijn oude club Sparta.
In juni 2001, tijdens een nacompetitiewedstrijd tegen SC Cambuur, liep Nieuwenburg een blessure op aan zijn linkerknie. Doordat de knieband niet volledig afgescheurd was, viel de blessure achteraf gezien mee. Sparta besloot Nieuwenburg een tweede jaar te huren en er volgde een herstelperiode van vier maanden. Op 24 april 2002, nota bene in een wedstrijd tegen zijn eigenlijke broodgever Ajax, ging het echter opnieuw mis. In een duel met Nikos Machlas zakte Nieuwenburg door zijn rechterknie, waarna bleek dat ditmaal de knieband volledig was afgescheurd. Het eerste jaar na zijn blessure volgde hij revalidatietherapie bij de KNVB in Zeist. Hierna keerde hij terug bij Ajax. Nadat hij door trainer Ronald Koeman teruggevraagd was in de selectie, ging het opnieuw mis. Nieuwenburg kreeg steeds meer last van zijn knie en na een kijkoperatie bleek dat hij opnieuw geopereerd moest worden aan het bindweefsel in de knie.
Nieuwenburg zou na deze derde blessure nooit meer terugkomen op zijn niveau. Hij vertrok in de winterstop van het seizoen 2004-2005, na bijna drie jaar blessureleed, naar FC Dordrecht, waar hij anderhalf jaar speelde in de eerste divisie. Hierna kwam hij nog uit voor Helmond Sport en Haarlem. Toen Nieuwenburg's laatste club in januari 2010 failliet verklaard werd, was nog even nog sprake van een overstap naar de Chinese competitie. Zowel Shenzen Xiangxue als Guangzhou R&F FC toonde interesse, maar Nieuwenburg besloot na enkele stages niet in te gaan op het Aziatische avontuur. Hij stapte over naar de amateurs van SVV Scheveningen, dat uitkwam in de Topklasse zaterdag en waar hij tevens als assistent-trainer aan de slag ging. Hier speelde hij op 9 mei 2015 zijn afscheidswedstrijd. Zijn vader speelde nog drie jaar bij het tweede elftal van Club Brugge tussen 1971 en 1974.

### Clubstatistieken
| Seizoen | Club          | Competitie     | Duels | Goals |
| ------- | ------------- | -------------- | ----- | ----- |
| 1996/97 | Sparta        | Eredivisie     | 12    | 0     |
| 1997/98 | Sparta        | Eredivisie     | 31    | 0     |
| 1998/99 | Sparta        | Eredivisie     | 30    | 2     |
| 1999/00 | Ajax          | Eredivisie     | 22    | 0     |
| 2000/01 | Ajax          | Eredivisie     | 2     | 0     |
| 2000/01 | → Sparta      | Eredivisie     | 19    | 0     |
| 2001/02 | → Sparta      | Eredivisie     | 8     | 0     |
| 2002/03 | Ajax          | Eredivisie     | 0     | 0     |
| 2003/04 | Ajax          | Eredivisie     | 0     | 0     |
| 2004/05 | Ajax          | Eredivisie     | 0     | 0     |
| 2004/05 | FC Dordrecht  | Eerste divisie | 17    | 0     |
| 2005/06 | FC Dordrecht  | Eerste Divisie | 33    | 0     |
| 2006/07 | Helmond Sport | Eerste Divisie | 36    | 3     |
| 2007/08 | Helmond Sport | Eerste Divisie | 26    | 2     |
| 2008/09 | Haarlem       | Eerste Divisie | 20    | 1     |
| 2009/10 | Haarlem       | Eerste Divisie | 21    | 0     |
| 2010/15 | Scheveningen  | Topklasse      | ?     | ?     |
| Totaal  | Totaal        | Totaal         | 277   | 8     |

## Loopbaan als trainer
Nadat Nieuwenburgs laatste profclub HFC Haarlem failliet was verklaard, stapte hij over naar SVV Scheveningen, waar hij tevens assistent-trainer werd. In 2015 werd hij door ADO Den Haag gevraagd om fysiektrainer Nol Hornix te assisteren. In de zomer van 2016 volgde hij Hornix op in die functie, waarmee hij ook afscheid moest nemen van SVV Scheveningen.

## Erelijst
- Landskampioen: 2004